# National Wildlife Federation
National Wildlife Federation (NWF) – największa prywatna organizacja w Stanach Zjednoczonych, zajmująca się edukacją w związku z ochroną przyrody. Jest to organizacja poparcia z ponad 5 milionami członków i zwolennikami w 48 państwowych, stowarzyszonych ze sobą organizacjach. NWF jest również "krajową siecią podobnie myślących stanów i grup terytorialnych, działających na rzecz utrzymywania w równowadze i zdroworozsądkowego rozwiązywania środowiskowych problemów, które pracują dla fauny, flory i ludzi". NWF ma roczny preliminarz wydatków wynoszący ponad $125 milionów od 2006. Jego misją jest "inspirować Amerykanów by chronili faunę i florę dla przyszłości naszych dzieci".